# Luzius Wildhaber
Luzius Wildhaber (18. ledna 1937 v Basileji – 22. července 2020) byl švýcarský právník, vysokoškolský pedagog a soudce. Od roku 1998 do ledna 2007 byl předseda Evropského soudu pro lidská práva, kde byl také od roku 1991 soudcem.

## Život
Vystudoval právo na univerzitách v Bazileji (doktorát 1961), Paříži, Heidelbergu, Londýně a Yale (LL.M. 1965, J.S.D. 1968). Od roku 1968 působil na Freiburské univerzitě, od 1971 jako profesor. Roku 1977 byl jmenován profesorem na Basilejské univerzitě, v letech 1992–1994 zastával i úřad rektora této univerzity. V letech 1979-1991 předsedal Švýcarské společnosti pro mezinárodní právo.
V letech 1975–1988 byl soudcem ústavního soudu Lichtenštejnska, v letech 1989–1994 soudcem správního tribunálu (Administrative Tribunal) Meziamerické rozvojové banky. V letech 1991–2006 byl soudcem Evropského soudu pro lidská práva ve Štrasburku, přičemž v letech 1998–2007 jeho prvním předsedou.
V červnu 2000 krátce vstoupil do politiky – byl pověřen Evropskou unií sestavením tříhlavé „Rady moudrých“, která měla posoudit stav lidských práv v Rakousku. Tím měla přispět k vyřešení krize, která nastala po účasti FPÖ v rakouské vládě od února 2000. Jako reakci na to „zmrazily“ země EU svoje vztahy k Rakousku.
Jeho následovníky u Evropského soudu pro lidská práva se stali Jean-Paul Costa jako předseda soudu (2007) a Giorgio Malinverni jako švýcarský soudce (2006).